# Argumentum ad lazarum
O apelo à pobreza (da expressão latina: argumentum ad lazarum) é uma falácia lógica que consiste em assumir uma premissa como verdadeira por ter sido dita por alguém pobre. Está muito próximo do apelo à emoção. Essa falácia refere-se, principalmente, à pobreza monetária, à falta de dinheiro para provar algo que não é refutado.

## Uso do apelo à pobreza
O apelo à pobreza pode ser usado de vários modos, sendo o mais comum deles o apelo à pobreza monetária. Quando alguém defende uma pessoa apenas por essa ser pobre, esta está fazendo o uso dessa falácia. Ela é usada para sensibilizar seus receptores, que acolhem à mensagem com tom de pena. O apelo à pobreza é o oposto do apelo à riqueza. No apelo à pobreza, tende-se a criar discriminação a argumentadores ricos, de certo modo, culpando-os pela miséria do argumentador pobre. Enquanto no primeiro é comum usar-se a expressão, "se é pobre, é certo", no segundo, usa-se "se é rico, é certo". Além da pobreza monetária, pode-se levar em conta a pobreza intelectual, quando defende-se uma pessoa apenas pela sua ingenuidade, não sendo aplicado de modo a defender realmente essa pessoa, mas apenas para livrá-la de uma pena por um crime que cometeu, por exemplo e sofrimento, fazendo também o uso do apelo à emoção e defendendo um argumento apenas porque esse teve sofrimento.

### Estrutura lógica
Apesar de poder aparecer de modos distintos, a estrutura mais comum do apelo à pobreza é:
X é pobre e defende Y
Logo, Y é verdadeiro

### Exemplos
- Ele deve estar certo quando fala de economia, já que sofreu tanto na vida por causa de suas dificuldades financeiras.
- Gandhi viveu em pobreza voluntária, por isto seus conselhos devem ser seguidos por todos.

O que valida os conselhos de Gandhi é o conteúdo desses e não a pobreza de quem os emitiu.
- Se aquele homem sofreu para que essas leis fossem aprovadas, elas só podem estar certas.
- Esses povos tanto sofreram, por isso devemos defendê-los sempre, mesmo que estejam errados.